# 록맨 제로 4
《록맨 제로 4》(ロックマン ゼロ)는 인티 크리에이츠가 개발하고 캡콤이 배급한 게임보이 어드밴스 비디오 게임이다. 록맨 제로 시리즈의 4번째 작품이다.

## 록맨 제로 4의 보스 일람
히트 겐블럼 이명은 '회천의 사성'
CV: 이마무라 나오키
거북 형태의 레프리로이드.
테크 크라켄 이명은 '심연의 괴소'
CV: 후루사와 토오루
오징어 형태의 레프리로이드로 모티브는 크라켄. 전 참영군단(斬影軍団)의 생존자로, 예전에는 거대 잠수함을 거점으로 삼아 팬텀의 명령에 의해서만 움직이며 네오 아르카디아 내부의 반역자에 대한 내탐 및 처리를 담당하고 있었다. 팬텀이 사망한 이후로는 원수인 제로를 쓰러뜨리기 위해, Dr. 바일의 수하로 들어가 제로와 싸울 수 있는 기회를 얻을 수 있는 라그나로크 작전에 참여하여 대형 잠수함을 조종해 에어리어 제로의 지반을 무너뜨리려는 임무를 맡는다.
펜리 루나엣지 이명은 '동월군랑'
CV:카키하라 테츠야
늑대 형태의 군용 레플리로이드로, 모티브는 펜리르 Dr.바일에 의해 부활한 존재. 가속화 엘프와의 융합실험 중 버그에 의해 폭주하면서 한바탕 유혈사태를 일으킨 전적이 있다. 군용 레플리로이드가 유혈사태를 일으켰다는 점에서 록맨 X3에 등장하는 시저스 쉬림퍼와 비슷하고, 모티브가 늑대이고 속성은 얼음, 약점이 불. 과학자에 의해 부활한 점 때문에 록맨 X6의 블리자드 볼팡과 유사하다.